# اوست‌ماهورن
اوستماهرن (به هلندی: Oostmahorn) یک منطقهٔ مسکونی در هلند است که در دونگرادیل واقع شده‌است. اوستماهرن ۰٫۱۹ کیلومتر مربع مساحت و ۶۵ نفر جمعیت دارد.